# Listă de râuri din Polonia

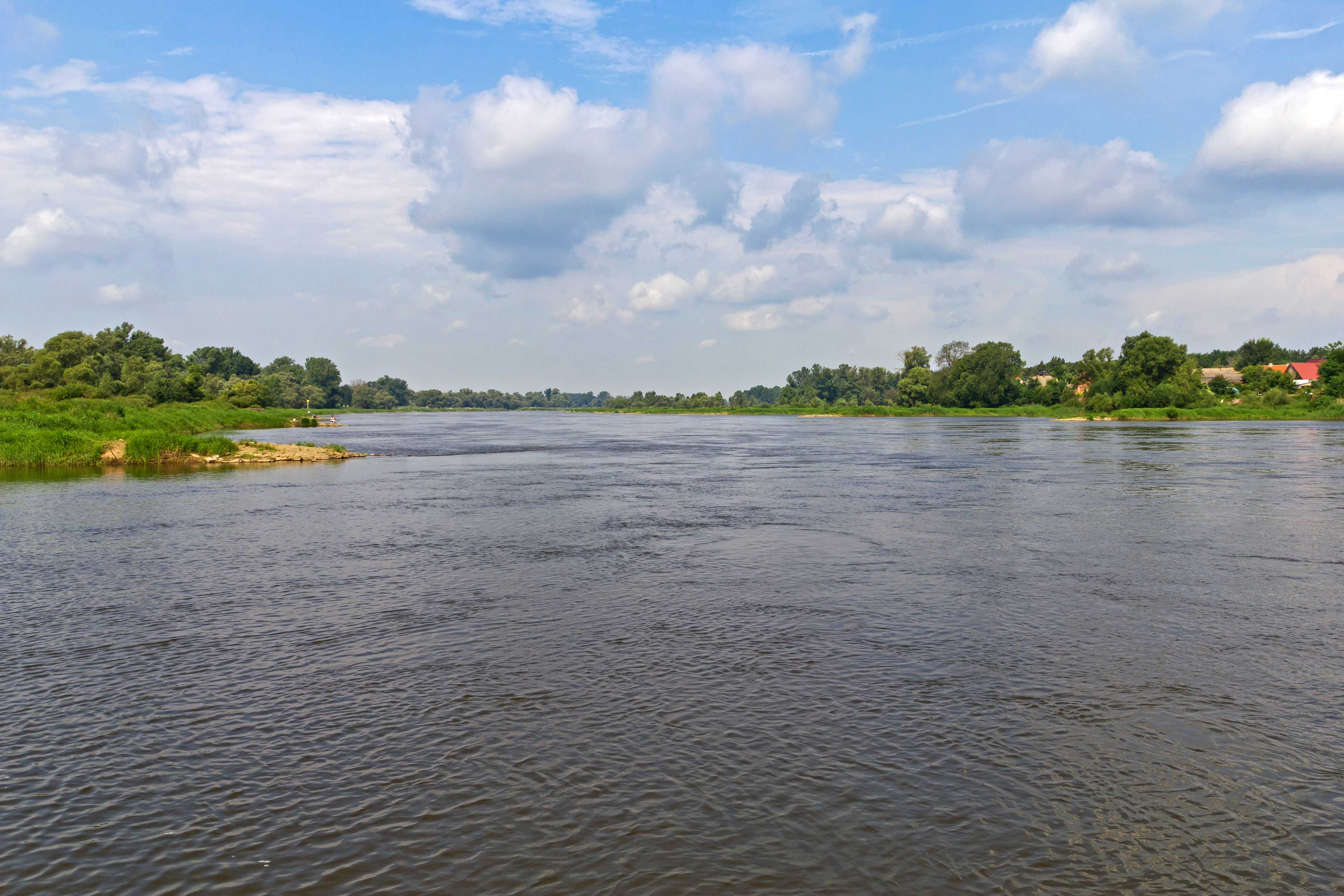
Râul Oder lângă Gubin

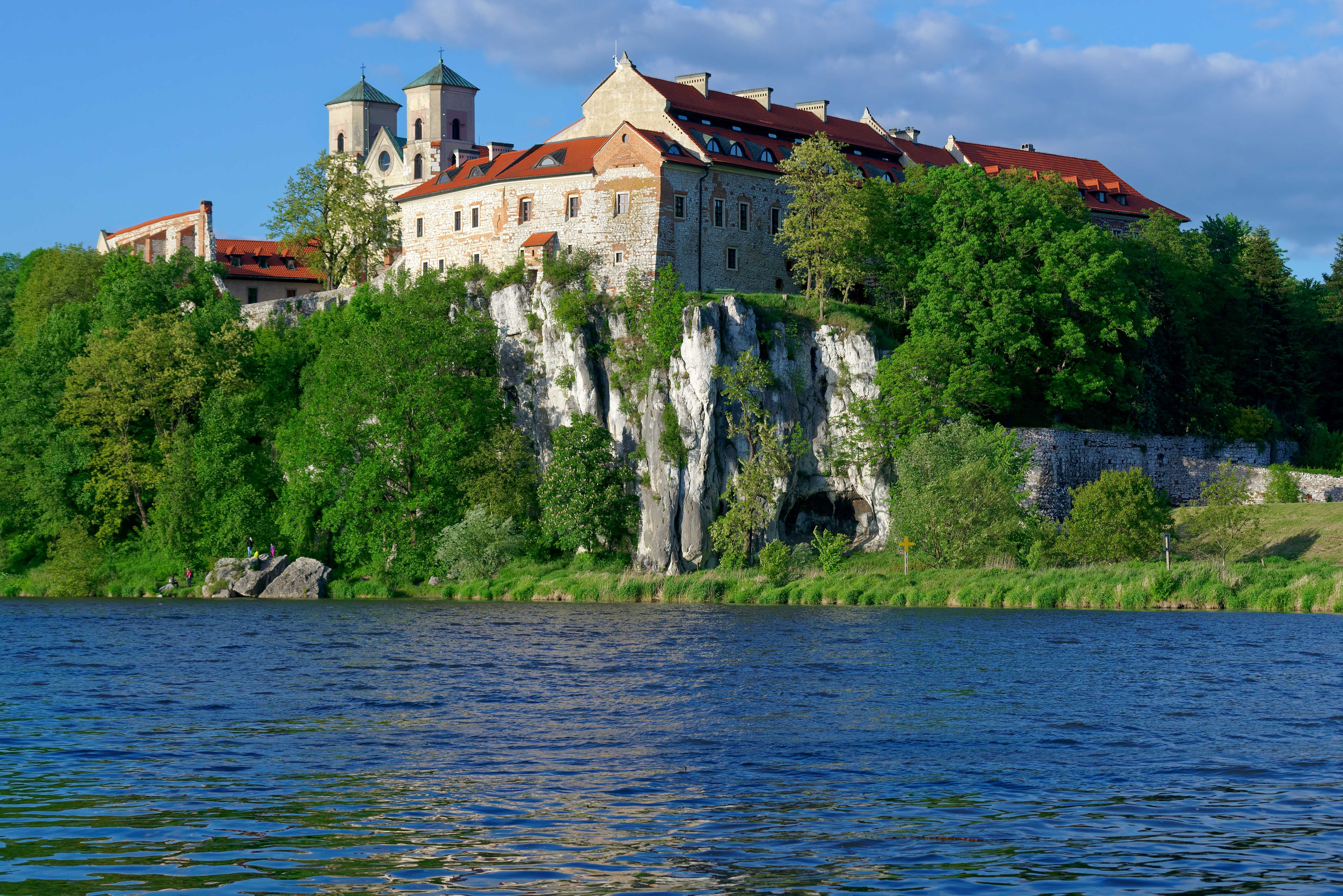

Aceasta o listă de râuri, care sunt cel puțin parțial, dacă nu predominant situate în Polonia.
Râurile care curg prin teritoriul Poloniei aparțin bazinelor hidrografice a trei mări: Marea Baltică (99,7%), Marea Neagră (0,2%) și Marea Nordului (0,1%).
Există o asimetrie în afluenții râurilor Vistula și Oder. Bazinele afluenților acestora din stânga sunt mai scurte și mai puțin abundente în apă în comparație cu afluenții din dreapta – Vistula – 27:73, Odra – 30:70. Acest lucru este legat de înclinarea suprafeței spre nord-vest și de dezvoltarea terenului în Terțiar și Cuaternar.
Gura de vărsare a râurilor Vistula și Oder se aseamănă cu o deltă, delta Oderului are caracterul unei delte inversate. Densitatea rețelei fluviale din Polonia este destul de semnificativă, dar neregulată.
Sunt două niveluri ridicate ale apei: primăvara, februarie-aprilie – în perioada dispariției stratului de zăpadă, și vara, iunie-iulie – în timpul ploilor abundente la munte. Cele mai scăzute niveluri ale apei sunt înregistrate la începutul toamnei. Pe coasta Mării Baltice, nivelurile ridicate ale apei pot fi cauzate și de acumularea de ape marine în urma furtunilor.
Iarna, râurile din Polonia îngheață. În vestul țării îngheață aproximativ o lună, în centru și est îngheață aproximativ 3 luni. Există un fenomen de topire mai târzie a stratului de gheață în nord decât în sud, ceea ce favorizează apariția inundațiilor cauzate de gheață.

## Râuri după lungime
Pentru lista râurilor în ordine alfabetică, vă rugăm să utilizați butoanele de sortare din tabel.
| Nume râu          | Se varsă în                   | Lungime totală | Lungime totală | Lungime în Polonia | Lungime în Polonia | Suprafața totală a bazinului | Suprafața totală a bazinului | Suprafața bazinului în Polonia | Suprafața bazinului în Polonia |
| Nume râu          | Se varsă în                   | km             | mi             | km                 | mi                 | km2                          | mi2                          | km2                            | mi2                            |
| ----------------- | ----------------------------- | -------------- | -------------- | ------------------ | ------------------ | ---------------------------- | ---------------------------- | ------------------------------ | ------------------------------ |
| Vistula           | Marea Baltică                 | 1.022          | 635            | 1.022              | 635                | 193.690                      | 74.780                       | 168.868                        | 65.200                         |
| Oder              | Marea Baltică                 | 840            | 520            | 726                | 451                | 119.074                      | 45.975                       | 106.043                        | 40.943                         |
| Warta             | Oder                          | 795            | 494            | 795                | 494                | 54.520                       | 21.050                       | 54.520                         | 21.050                         |
| Bug               | Narew                         | 774            | 481            | 590                | 370                | 38.712                       | 14.947                       | 19.239                         | 7.428                          |
| Narew             | Vistula                       | 499            | 310            | 443                | 275                | 74.527                       | 28.775                       | 53.846                         | 20.790                         |
| San               | Vistula                       | 458            | 285            | 457                | 284                | 16.877                       | 6.516                        | 14.426                         | 5.570                          |
| Noteć             | Warta                         | 391            | 243            | 391                | 243                | 17.302                       | 6.680                        | 17.302                         | 6.680                          |
| Wieprz            | Vistula                       | 349            | 217            | 349                | 217                | 10.497                       | 4.053                        | 10.497                         | 4.053                          |
| Pilica            | Vistula                       | 333            | 207            | 333                | 207                | 9.258                        | 3.575                        | 9.258                          | 3.575                          |
| Bóbr              | Oder                          | 279            | 173            | 276                | 171                | 5.874                        | 2.268                        | 5.830                          | 2.250                          |
| Łyna              | Pregolya                      | 264            | 164            | 207                | 129                | 7.126                        | 2.751                        | 5.298                          | 2.046                          |
| Wkra              | Narew                         | 255            | 158            | 255                | 158                | 5.348                        | 2.065                        | 5.348                          | 2.065                          |
| Dunajec           | Vistula                       | 249            | 155            | 249                | 155                | 6.796                        | 2.624                        | 4.838                          | 1.868                          |
| Nysa Łużycka      | Oder                          | 246            | 153            | 197                | 122                | 4.403                        | 1.700                        | 2.201                          | 850                            |
| Brda              | Vistula                       | 245            | 152            | 245                | 152                | 4.665                        | 1.801                        | 4.665                          | 1.801                          |
| Drwęca            | Vistula                       | 231            | 144            | 231                | 144                | 5.697                        | 2.200                        | 5.697                          | 2.200                          |
| Prosna            | Warta                         | 227            | 141            | 227                | 141                | 4.917                        | 1.898                        | 4.917                          | 1.898                          |
| Wisłok            | San                           | 220            | 140            | 220                | 140                | 3.538                        | 1.366                        | 3.538                          | 1.366                          |
| Wda (Czarna Woda) | Vistula                       | 198            | 123            | 198                | 123                | 2.325                        | 898                          | 2.325                          | 898                            |
| Drawa             | Noteć                         | 192            | 119            | 192                | 119                | 3.291                        | 1.271                        | 3.291                          | 1.271                          |
| Nysa Kłodzka      | Oder                          | 189            | 117            | 189                | 117                | 4.570                        | 1.760                        | 3.742                          | 1.445                          |
| Rega              | Marea Baltică                 | 188            | 117            | 188                | 117                | 2.767                        | 1.068                        | 2.767                          | 1.068                          |
| Bzura             | Vistula                       | 173            | 107            | 173                | 107                | 7.764                        | 2.998                        | 7.764                          | 2.998                          |
| Wisłoka           | Vistula                       | 173            | 107            | 173                | 107                | 4.100                        | 1.600                        | 4.100                          | 1.600                          |
| Obra              | Warta                         | 171            | 106            | 171                | 106                | 2.760                        | 1.070                        | 2.760                          | 1.070                          |
| Pasłęka           | Laguna Vistula, Marea Baltică | 169            | 105            | 169                | 105                | 2.294                        | 886                          | 2.294                          | 886                            |
| Biebrza           | Narew                         | 164            | 102            | 164                | 102                | 7.092                        | 2.738                        | 7.067                          | 2.729                          |
| Nida              | Vistula                       | 154            | 96             | 154                | 96                 | 3.844                        | 1.484                        | 3.844                          | 1.484                          |

## Istorie
La 23 august 1939, Uniunea Sovietică și Germania Nazistă au semnat Pactul Ribbentrop-Molotov, prin care s-a împărțit Polonia de-a lungul râurilor Narew, Vistula (Wisła) și San.
La 6 septembrie 1939, forțele militare poloneze au încercat să folosească Narew ca linie de apărare împotriva atacului german în timpul invaziei germane a Poloniei. Acesta a fost abandonat a doua zi în favoarea Bugului, deoarece forțele germane pătrunseseră deja în această apărare.
Bătălia de la Wizna s-a purtat de-a lungul malurilor râului Narew între 7 și 10 septembrie 1939, între forțele Poloniei și Germaniei în fazele inițiale ale invaziei Poloniei. Deoarece a constat dintr-o mică forță care a apărat o bucată de teritoriu fortificat împotriva unei invazii mult mai mari timp de trei zile, cu pierderi grele, fără supraviețuitori cunoscuți, Wizna este uneori menționată ca Termopile polonez în cultura poloneză.
La 17 septembrie 1939, Uniunea Sovietică a invadat Polonia. Până la 28 septembrie, armata sovietică a ajuns la linia râurilor Narew, Bug , Vistula și San - completând divizarea Poloniei așa cum s-a negociat în prealabil cu Germania Nazistă.

## Sistemul fluvial

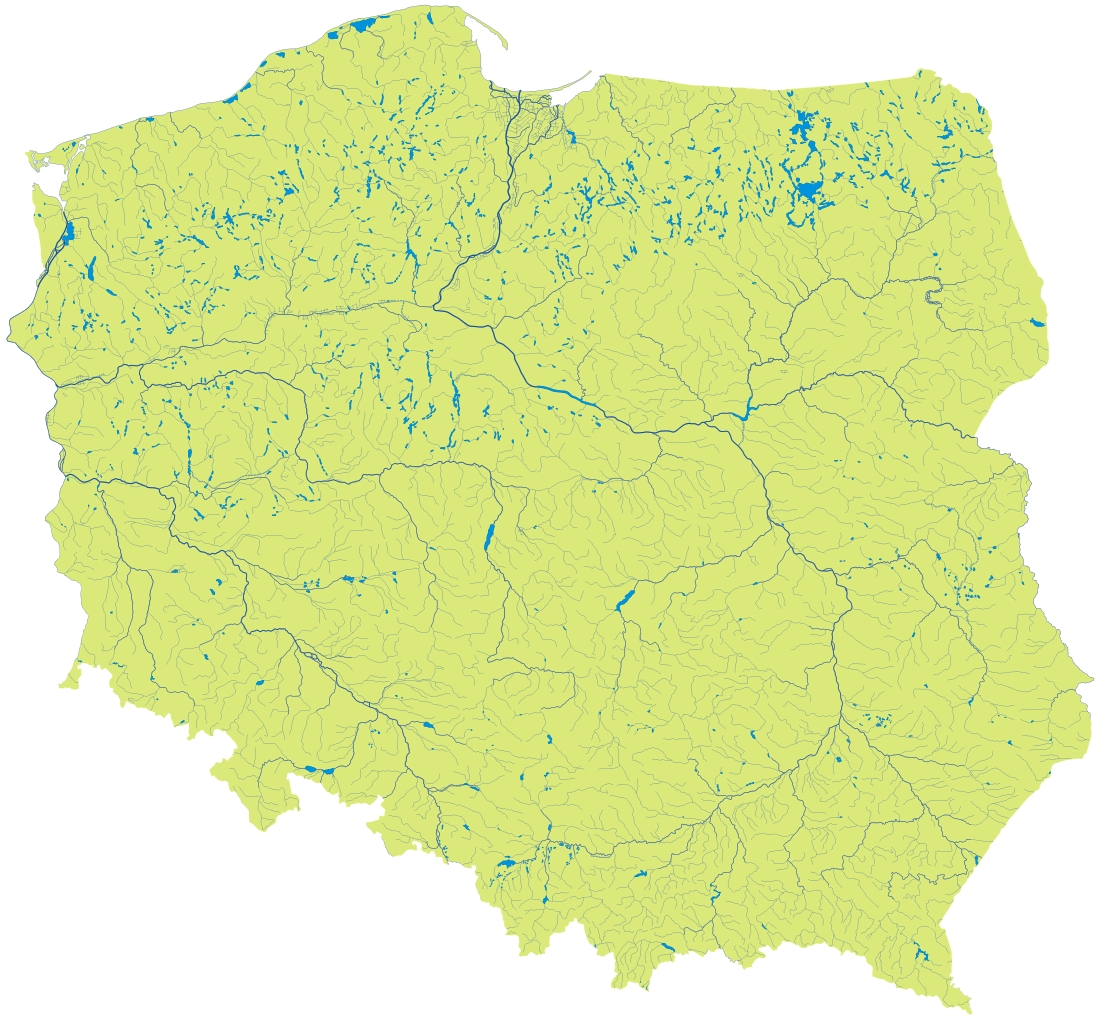
Hidrografia Poloniei

| Marea Baltică - Odra - Warta - Ner - Noteć - Drawa - Obra - Prosna - Widawka - Nysa Łużycka - Bóbr - Cegielinka - Diabelnica - Nysa Kłodzka - Świniec - Niemica - Wołcza - Stuchowska Struga - Rega - Parsęta - Wieprza - Słupia - Łeba - Reda - Pasłęka | Marea Baltică - Vistula (Wisła) - Wda - Brda - Drwęca - Bzura - Narew - Wkra - Bug - Biebrza - Pilica - Wieprz - San - Złota - Wisłok - Wisłoka - Nida - Dunajec - Poprad |  |